# Kofi Annan
Kofi Atta Annan (Kumasi, 8 april 1938 – Bern, 18 augustus 2018) was een diplomaat afkomstig uit Ghana. Hij was van 1997 tot en met 2006 de zevende secretaris-generaal van de Verenigde Naties. Hij gold als een succesvol hervormer, stimulator en bruggenbouwer.

## Korte levensloop
- Geboren: 8 april 1938 in Kumasi in Ghana.
- Huwde de Zweedse Nane Maria Lagergren, nicht van Raoul Wallenberg. Ze hebben drie kinderen.
- Opleiding in Ghana, Genève, Saint Paul (Minnesota) en Massachusetts (VS). Hij behaalde mastertitels  in economie en management.
- Van 1962 tot 1992 in dienst van de VN in verschillende managementfuncties (Egypte, Ethiopië, Zwitserland en New York).
- In 1993 benoemd tot onder-secretaris-generaal voor vredesoperaties, waarbij hij verantwoordelijk was voor de vestiging van de VN-vredesmacht in Bosnië.
- Weigerde in januari 1994 aan de Canadese bevelhebber Roméo Dallaire van de VN-vredesmissie in Rwanda om de magazijnen met geheime wapenvoorraden van de Rwandese regering te ontmantelen. Drie maanden later werden die wapens massaal gebruikt in de genocide, waarbij naar schatting tussen de 500.000 en 1 miljoen Tutsi's en gematigde Hutu's werden omgebracht. Tien jaar later gaf Annan toe dat hij "meer had kunnen en moeten doen".
- In 1996 gekozen tot secretaris-generaal van de VN als opvolger van Boutros Boutros-Ghali.
- Begon op 1 januari 1997 als secretaris-generaal.
- Herkozen in 2001.
- In 2012 werd hij speciale gezant voor de Verenigde Naties en de Arabische Liga voor de opstand in Syrië tegen president Bashar al-Assad
- Overleden: 18 augustus 2018 op 80-jarige leeftijd in een ziekenhuis in het Zwitserse Bern.[1]
- Op 13 september 2018 volgde een plechtigheid in het Accra International Conference Centre die door 6000 belangstellenden werd bijgewoond. Ook prinses Beatrix was daarbij aanwezig. Vervolgens werd Annan in besloten kring op de militaire begraafplaats Burma Camp begraven.

## Familie
Kofi Annan werd geboren als zoon van Henry Reginald en Victoria Annan in Kumasi, Ghana, op 8 april 1938. Zijn voornaam Kofi verwijst naar de dag van de week waarop hij werd geboren (vrijdag). Zijn achternaam betekent oorspronkelijk: vierde kind in het gezin. Kofi werd geboren als helft van een tweeling (vandaar zijn tweede voornaam Atta), zijn tweelingzus Efua Atta stierf in 1991 - zie Akan-voornamen.
Annans familie was een onderdeel van de elite in het land, zijn beide grootvaders en zijn oom waren rechters. Zijn vader werkte lange tijd als exportmanager voor de Lever Brothers Cocoa Company, tegenwoordig onderdeel van Unilever.
Annan sprak vloeiend Engels, evenals Frans en verschillende Afrikaanse talen. Hij behaalde master-titels in economie en management.
Annan was getrouwd met Nane Maria Lagergren, een Zweedse rechter en artiest (een nicht van Raoul Wallenberg). Ze hadden drie kinderen: Kojo Annan en Ama Annan zijn geboren uit Kofi's eerste huwelijk en Nina, het derde kind, is een dochter uit het vorige huwelijk van zijn huidige vrouw. Kojo Annan kwam 2005 in het nieuws vanwege het schandaal in Irak, het olie-voor-voedselprogramma. Kofi Annan woonde met zijn vrouw in New York.

## Verenigde Naties
Annan begon zijn carrière bij de Wereldgezondheidsorganisatie (WHO), een agentschap van de Verenigde Naties, in 1962.
Van 1993 tot 1996 was hij hoofd Vredesoperaties. In die periode vond de massale slachting in Rwanda en de val van Srebrenica plaats. Toen hij in 1996 secretaris-generaal werd liet hij het optreden van de VN daarbij onderzoeken.

## VN-secretaris-generaal

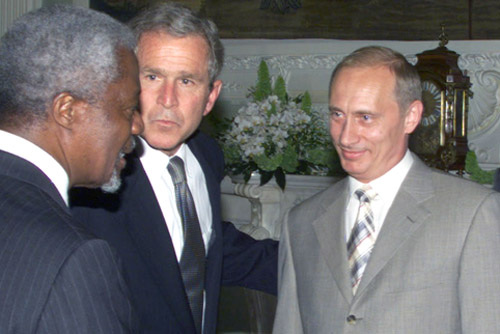
Kofi Annan met George W. Bush en Vladimir Poetin bij de G8-topconferentie in Genua, 2001

Op 13 december 1996 werd Annan met resolutie 1090 door de Veiligheidsraad van de Verenigde Naties gekozen tot de nieuwe secretaris-generaal van de Verenigde Naties. Vier dagen later stemde ook de Algemene Vergadering van de Verenigde Naties in met zijn nominatie. Op 1 januari 1997 werd hij geïnstalleerd als de nieuwe secretaris-generaal. Hij volgde Boutros Boutros-Ghali op, een Egyptenaar, en werd de eerste zwarte secretaris-generaal van de Verenigde Naties.
Bij zijn aantreden als hoogste baas van de VN droeg hij de last van onder andere mislukte VN-missies in Rwanda en Bosnië (waarvoor hij deels verantwoordelijk was) en budgettaire en bureaucratische problemen van de organisatie. Het is hem echter gelukt de achterstallige contributie van de Verenigde Staten los te peuteren en het budget effectiever te besteden. Volgens de complimenten van het Noors Nobelcomité bij de uitreiking van zijn prijs heeft hij 'de VN nieuw leven ingeblazen, nieuwe uitdagingen aangepakt, zoals hiv/aids en internationaal terrorisme, en gezorgd voor een doelmatiger gebruik van het bescheiden budget'.
Omstreden was zijn missie naar Irak in 1998, waarbij hij een compromis sloot met de Iraakse president en dictator Saddam Hoessein over wapeninspecties. Hierbij trotseerde hij openlijk de wens van de Verenigde Staten en onderstreepte daarmee de gewenste onafhankelijke positie van de Verenigde Naties ten opzichte van de VS en van zijn eigen positie. Bij zijn aantreden bestond er de vrees dat hij zetbaas van de VS zou zijn. Die vrees was ingegeven door het feit dat zijn voorganger Boutros-Ghali onder druk van de VS was verdreven. Ook is er kritiek op de z.g. 'Kofi-doctrine' van 'humanitaire interventie' van de VN in gebieden waar mensen lijden onder hongersnood, burgeroorlog en epidemieën zoals aids.
In november 2004 lag Annan met name in de Verenigde Staten onder vuur, omdat zijn zoon steekpenningen zou hebben aangenomen van een Zwitsers bedrijf dat zaken deed in Irak.
In 2005 bereikte hij dat dat alle lidstaten instemden met het beginsel van responsibility to protect om de schending van mensenrechten te beëindigen.

### Opvolging
Zijn benoemingstermijn bij de VN liep op 31 december 2006 af. Op 13 oktober 2006 bevestigde de Algemene Vergadering van de VN het voorstel van de Veiligheidsraad als zijn opvolger de Zuid-Koreaanse diplomaat en politicus Ban Ki-moon. Op voorhand werd al gezegd dat zijn opvolger waarschijnlijk afkomstig uit Azië zou zijn omdat dit werelddeel al sinds U Thant geen secretaris-generaal meer geleverd had. Bij de verschillende voorrondes en proefstemmingen bleek Ban Ki-moon al favoriet.

## Elder statesman
Na zijn vertrek bij de VN kreeg Kofi Annan de status van oude wereldleider. In juli 2007 werd hij opgenomen in het gezelschap The Elders, gevormd rond oud-president Nelson Mandela van Zuid-Afrika. Annan speelde een grote rol bij de vorming van de regering van nationale eenheid in Kenia, waar begin 2008 een burgeroorlog dreigde. Hij probeerde regelmatig om de oorlog om Darfur te beëindigen.

## Onderscheidingen
- Op 13 juli 2001 ontving hij een eredoctoraat van de Vrije Universiteit Berlijn.
- In oktober 2001 werd hem de Nobelprijs voor de Vrede uitgereikt. Het Nobelcomité roemde hem om zijn inzet voor de bestrijding van aids en internationaal terrorisme.
- In 2002 ontving hij een eredoctoraat van de Universiteit van Tilburg.
- In 2003 ontving hij de Sacharovprijs voor Vrijheid van Denken van het Europees Parlement en hetzelfde jaar ontving hij een eredoctoraat van de Universiteit Gent.[4]
- 2004: Four Freedoms Award Freedom medal
- In 2006 werd hij benoemd tot Ridder Grootkruis in de Orde van de Nederlandse Leeuw.
- In 2006 ontving hij de Olof Palme-prijs.

1901: Dunant, Passy ·
1902: Ducommun, Gobat ·
1903: Cremer ·
1904: Institut de Droit International ·
1905: Von Suttner ·
1906: Roosevelt ·
1907: Moneta, Renault ·
1908: Arnoldson, Bajer ·
1909: Beernaert, Balluet d'Estournelles de Constant ·
1910: IPB ·
1911: Asser, Fried ·
1912: Root ·
1913: La Fontaine ·
1917: ICRC ·
1919: Wilson ·
1920: Bourgeois ·
1921: Branting, Lange ·
1922: Nansen ·
1925: Chamberlain, Dawes ·
1926: Briand, Stresemann ·
1927: Buisson, Quidde ·
1929: Kellogg ·
1930: Söderblom ·
1931: Addams, Butler ·
1933: Angell ·
1934: Henderson ·
1935: Von Ossietzky ·
1936: Lamas ·
1937: Cecil ·
1938: Office international Nansen pour les réfugiés ·
1944: ICRC ·
1945: Hull ·
1946: Balch, Mott ·
1947: Friends Service Council, American Friends Service Committee ·
1949: Orr ·
1950: Bunche ·
1951: Jouhaux ·
1952: Schweitzer ·
1953: Marshall ·
1954: Hoog Commissariaat voor de Vluchtelingen (UNHCR) ·
1957: Pearson ·
1958: Pire ·
1959: Noel-Baker ·
1960: Luthuli ·
1961: Hammarskjöld ·
1962: Pauling ·
1963: ICRC, IFRC ·
1964: King ·
1965: UNICEF ·
1968: Cassin ·
1969: Internationale Arbeidsorganisatie ·
1970: Borlaug ·
1971: Brandt ·
1973: Kissinger, Lê Đức Thọ ·
1974: MacBride, Satō ·
1975: Sacharov ·
1976: Williams, Corrigan ·
1977: Amnesty International ·
1978: Sadat, Begin ·
1979: Moeder Teresa ·
1980: Esquivel ·
1981: Hoog Commissariaat voor de Vluchtelingen (UNHCR) ·
1982: Myrdal, Robles ·
1983: Wałęsa ·
1984: Tutu ·
1985: IPPNW ·
1986: Wiesel ·
1987: Arias ·
1988: VN-vredesmacht ·
1989: Gyatso ·
1990: Gorbatsjov ·
1991: Suu Kyi ·
1992: Menchú ·
1993: Mandela, De Klerk ·
1994: Arafat, Peres, Rabin ·
1995: Rotblat, Pugwash Conferences on Science and World Affairs ·
1996: Ximenes Belo, Ramos-Horta ·
1997: ICBL, Williams ·
1998: Hume, Trimble ·
1999: AzG ·
2000: Dae-jung ·
2001: VN, Annan ·
2002: Carter ·
2003: Ebadi ·
2004: Maathai ·
2005: IAEA, El-Baradei ·
2006: Grameen Bank, Yunus ·
2007: Gore, IPCC ·
2008: Ahtisaari ·
2009: Obama ·
2010: Liu ·
2011: Johnson Sirleaf, Gbowee, Karman ·
2012: Europese Unie ·
2013: OPCW ·
2014: Satyarthi, Yousafzai ·
2015: Kwartet voor Nationale Dialoog in Tunesië ·
2016: Santos ·
2017: ICAN ·
2018: Mukwege, Murad Basee ·
2019: Ahmed ·
2020: Wereldvoedselprogramma ·
2021: Ressa, Moeratov ·
2022: Bjaljazki, Memorial, Centrum voor Burgerlijke Vrijheden ·
2023: Mohammadi ·
2024: Nihon Hidankyo
Trygve Lie · Dag Hammarskjöld · U Thant · Kurt Waldheim · Javier Pérez de Cuéllar · Boutros Boutros-Ghali · Kofi Annan · Ban Ki-moon · António Guterres
- Bibsys: 98034798
- Biblioteca Nacional de España: XX1475818
- Bibliothèque nationale de France: cb13206903w (data)
- Catàleg d'autoritats de noms i títols de Catalunya: 981058516474906706
- CiNii: DA1139915X
- Gemeinsame Normdatei: 12296201X
- International Standard Name Identifier: 0000 0001 0928 4124
- Library of Congress Control Number: no98073710
- Nationale Bibliotheek van Letland: 000026826
- MusicBrainz: 05c9c9d5-3b9c-4131-8360-d402e5a8c912
- National Archives and Records Administration: 10573320
- Bibliotheek van het Japanse parlement: 01185479
- Nationale Bibliotheek van Tsjechië: jn20000600279
- Nationale bibliotheek van Australië: 41685973
- Nationale Bibliotheek van Israël: 987007285930905171
- Nationale Bibliotheek van Polen: a0000002006054
- Nationale en Universitaire bibliotheek Zagreb: 000241893
- Nederlandse Thesaurus van Auteursnamen: 197758223
- Réseau des bibliothèques de Suisse occidentale: 02-A002931611
- LIBRIS: 236522
- SNAC: w6kw6724
- Système universitaire de documentation: 057564795
- Trove: 444702
- Virtual International Authority File: 98713807
- WorldCat: E39PBJbGXpMCxHmPJWkWX4QrMP